# اولتیماتوم (فیلم ۲۰۰۹)
التیماتوم (به انگلیسی: Ultimatum) یک فیلم فرانسوی-ایتالیایی در سبک درام است. از بازیگران آن می‌توان به گاسپار اولیل، یاسمینه ترینکا، لیور اشکنازی، میشل بوژنا، و هانا لازلو اشاره کرد.